# Campeonato da Europa de Atletismo de 2018 - 50 km marcha atlética masculina
A prova da marcha atlética 50 km  masculina do Campeonato da Europa de Atletismo de 2018 foi disputada no dia 7 de agosto de 2018 pelas ruas de Berlim, com chegada no Estádio Olímpico de Berlim. 

## Recordes
Antes desta competição, os recordes mundiais e do campeonato nesta prova eram os seguintes:
|                       | Nome         | Nacionalidade | Tempo    | Local   | Data                 |
| --------------------- | ------------ | ------------- | -------- | ------- | -------------------- |
| Recorde mundial       | Yohann Diniz | França        | 3h32m33s | Zurique | 15 de agosto de 2014 |
| Recorde do campeonato | Yohann Diniz | França        | 3h32m33s | Zurique | 15 de agosto de 2014 |
| Recorde europeu       | Yohann Diniz | França        | 3h32m33s | Zurique | 15 de agosto de 2014 |

## Medalhistas
| Ouro                      | Prata            | Bronze                |
| Maryan Zakalnytskyy (UKR) | Matej Tóth (SVK) | Dzmitry Dziubin (BLR) |

## Cronograma
Todos os horários são locais (UTC+2).
| Data        | Hora  | Evento |
| ----------- | ----- | ------ |
| 7 de agosto | 08:35 | Final  |

## Resultado
| Posição           | Atleta                     | Nacionalidade | Tempo   | Notas                |
| ----------------- | -------------------------- | ------------- | ------- | -------------------- |
| Medalha de ouro   | Maryan Zakalnytskyy        | Ucrânia       | 3:46:32 |                      |
| Medalha de prata  | Matej Tóth                 | Eslováquia    | 3:47:27 |                      |
| Medalha de bronze | Dzmitry Dziubin            | Bielorrússia  | 3:47:59 | Recorde pessoal      |
| 4                 | Håvard Haukenes            | Noruega       | 3:48:35 |                      |
| 5                 | Carl Dohmann               | Alemanha      | 3:50:27 | Recorde da temporada |
| 6                 | Rafał Augustyn             | Polónia       | 3:51:37 |                      |
| 7                 | Rafał Sikora               | Polónia       | 3:52:56 |                      |
| 8                 | Nathaniel Seiler           | Alemanha      | 3:54:08 | Recorde pessoal      |
| 9                 | José Ignacio Díaz          | Espanha       | 3:55:28 | Recorde da temporada |
| 10                | Marco De Luca              | Itália        | 3:55:47 |                      |
| 11                | Andrea Agrusti             | Itália        | 3:57:03 |                      |
| 12                | Adrian Błocki              | Polónia       | 3:57:11 |                      |
| 13                | Bence Venyercsán           | Hungria       | 3:58:25 | NJ23R                |
| 14                | Arturas Mastianica         | Lituânia      | 3:58:29 | Recorde pessoal      |
| 15                | Dušan Majdán               | Eslováquia    | 3:59:21 | Recorde da temporada |
| 16                | Ivan Banzeruk              | Ucrânia       | 4:00:57 |                      |
| 17                | Tadas Šuškevičius          | Lituânia      | 4:01:30 |                      |
| 18                | Valeriy Litanyuk           | Ucrânia       | 4:01:33 |                      |
| 19                | Brendan Boyce              | Irlanda       | 4:02:14 |                      |
| 20                | Anatole Ibáñez             | Suécia        | 4:03:53 | Recorde da temporada |
| 21                | Lukáš Gdula                | Chéquia       | 4:05:44 |                      |
| 22                | Marc Tur                   | Espanha       | 4:09:18 |                      |
| 23                | Anders Hansson             | Suécia        | 4:11:36 | Recorde da temporada |
| 24                | Pedro Isidro               | Portugal      | 4:11:44 |                      |
| 25                | Bruno Erent                | Croácia       | 4:24:20 |                      |
| 26                | Jarkko Kinnunen            | Finlândia     | 4:24:59 |                      |
| 27                | Aku Partanen               | Finlândia     | DNF     |                      |
| 27                | Florin Alin Știrbu         | Roménia       | DNF     |                      |
| 27                | Michele Antonelli          | Itália        | DNF     |                      |
| 27                | Jesús Ángel García Bragado | Espanha       | DNF     |                      |
| 27                | Arnis Rumbenieks           | Letônia       | DNF     |                      |
| 27                | Narcis Ștefan Mihăilă      | Roménia       | DNF     |                      |
| 27                | Máté Helebrandt            | Hungria       | DNF     |                      |
| 27                | Aleksi Ojala               | Finlândia     | DNF     |                      |
| 27                | João Vieira                | Portugal      | DNF     |                      |
| 28                | Karl Junghannß             | Alemanha      | DSQ     | 230.7 (a)            |

Legenda
| Recorde mundial       | Recorde mundial (World record)               |                       | Recorde africano                      | Recorde africano (African) |                                           | Q | Classificado por posição (Qualified) |
| Recorde do campeonato | Recorde do campeonato (Championship record)  | Recorde da América    | Recorde da América (Americas)         | q                          | Classificado por melhor tempo (Qualified) |   |                                      |
| Melhor marca do ano   | Melhor marca do ano (World leading)          | Recorde asiático      | Recorde asiático (Asian)              | DNS                        | Não largou (Did not start)                |   |                                      |
| Recorde nacional      | Recorde nacional (National record)           | Recorde europeu       | Recorde europeu (European)            | DNF                        | Não terminou (Did not finish)             |   |                                      |
| Recorde pessoal       | Recorde pessoal do atleta (Personal best)    | Recorde da Oceania    | Recorde da Oceania (Oceania)          | DSQ / DQ                   | Desclassificado (Disqualified)            |   |                                      |
| Recorde da temporada  | Recorde da temporada do atleta (Season best) | Recorde sul-americano | Recorde sul-americano (South America) | NM                         | Sem marca (No mark)                       |   |                                      |